# Doble Halcón

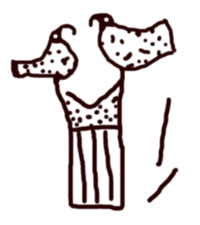
Serej del Faraón Doble Halcón, con dos halcones enfrentados sobre una fachada de palacio. Copia de una inscripción de un recipiente hallado en el-Beda.

Doble Halcón (también posiblemente Diu y Nebuy) fue un faraón predinástico del Bajo Egipto perteneciente a la dinastía 0, y que reinó, posiblemente, durante el siglo XXXIII , c.3200 - 3190 a. C. La duración de su reinado es desconocida.

## Testimonios de su época
En 1910 el egiptólogo M.J. Clédat descubrió la primera evidencia de rey Doble Halcón. Clédat estaba excavando el sitio de el-Mehemdiah en el noreste del delta cuando un campesino le trajo una tinaja y algunos fragmentos grabados que había descubierto durante la plantación de un palmeral en las cercanías de el-Beda. Investigando el sitio, Clédat pronto descubrió cuatro serejs del rey Doble Halcón.
Otro testimonio de su existencia fue descubierto en 1912 durante las excavaciones de Hermann Junker en el sitio de Tura, donde encontró en una tumba una tinaja entera con un serej coronado por dos halcones.
Más recientemente, se han encontrado serejs del rey Doble Halcón en el Sinaí, en Tell Ibrahim Awad en el delta oriental, en Adaima y Abidos, en el Alto Egipto, y en la cantera Palmahim en el sur de Israel.
La concentración de serejs de Doble Halcón en el Bajo Egipto y el Sinaí noroccidental indica que su gobierno estaba limitado a estas regiones. Sin embargo, la presencia geográfica más amplia de sus serejs, sobre todo en el Alto Egipto y en el sur del Levante, sugiere que la autoridad de los faraones de la dinastía 0 sobre esa zona ya había comenzado a finales del período de Naqada III, ya sea a través del comercio o de la guerra.

## Nombre
El serej de Doble Halcón es único en su diseño y composición. En primer lugar, es el único coronado por dos halcones de Horus, uno frente al otro. En segundo lugar, no tiene un compartimiento para el nombre, está ocupado por las líneas verticales que por lo general representan nichos de la fachada de palacio. El serej también carece de la línea horizontal que delimita la fachada de palacio del nombre del rey anterior. Por último, cada halcón se sostiene por sí sobre su propio pico. Los egiptólogos M.J. Clédat, Günter Dreyer y Edwin van den Brink sospechan que un simbolismo más profundo explica estas peculiaridades. Los dos halcones podrían representar el Bajo Egipto y el Sinaí, ya que parece que Doble Halcón reinaba en ambas regiones. Dreyer cree que los halcones se colocan en una representación de la "señal de tierras extranjeras" N26 de la lista de Gardiner: 
| N26 |

 y lee el nombre como Dju (ḏw), por lo que el nombre del rey estaría representado por un par de halcones en las montañas por encima de un serej llano. Por el contrario, van den Brink lee el nombre como Nebwy (nb.wy), "los dos señores", y ve una similitud con una paleta muy anterior exhibida en el Museo Barbier-Mueller de Ginebra.

## Titulatura
| Titulatura | Jeroglífico | Transliteración (transcripción) - traducción - (referencias) |

| N26 |

| N26 |